# 小神龙俱乐部
小神龙俱乐部是迪士尼在中国的一个电视栏目，于1994年开始在中国的地方电视台播出。小神龙俱乐部播放的内容，主要播出部分曾在迪士尼频道和迪士尼XD（包括迪士尼XD前身Jetix频道和福斯儿童频道在内）的动画剧集，以及主持人与小朋友的互动栏目。節目曾經有40余家省市电视台播出小神龙俱乐部，覆盖城市多达200余个，是地方电视台影响最大的儿童栏目。中国内地女艺人胡可因主持過該節目而成名，最後一任主持人是榕榕、何超。
从2002年起，《迪士尼动画世界》也并入小神龙俱乐部内播出。
2006年9月1日起，广电总局禁止电视台在黄金时段（17：00－20：00）播放境外动画片后，《小神龙俱乐部》播放的动画片也依規定改为国产卡通。

## 迪士尼动画世界
《迪士尼動畫世界》是由中國北京電視台播放的電視節目，内容為迪士尼的动画剧集。但2002年之後不再是獨立播出的節目，而是併入了《小神龙俱乐部》，但播出時仍保留此名稱。此外，其他地區的電視台仍有此一節目。
2014年，《小神龙俱乐部》由SMG旗下的炫动传播制作，并在哈哈少儿频道中播出，于2019年1月1日正式停播（因哈哈少儿并入炫动卡通卫视合并为哈哈炫动卫视，随后《小神龙俱乐部》与哈哈少儿频道一同停播）。
香港有線電視兒童台亦有在1990年代後期播映《迪士尼動畫世界》節目，不過其後在2000年停播。

## 歷任主持人
- 1994年-1998年：舒畅
- 1998年-1999年：胡可、迟帅
- 1999年-2000年：叶静
- 2000年-2002年：迟帅、刘阳荷
- 2002年-2008年：迟帅、吕昀
- 2008年-2014年：榕榕、何超
- 2014年-2019年：何超、婷婷（本名王雅婷，艺名闹闹，现任北京卡酷少儿卫视主持人）

刘璇和何炅等人亦曾客串過該節目主持人。

## 曾播放之动画片
- 双截龍/ 双龙记
- 唐老鸭俱乐部（1987原版）
- 狡猾飛天德
- 巨鸭奇兵
- 霹靂特警貓
- 航空小英雄
- 大力士海格力斯
- 恐龙家族
- 救難小福星
- 澎澎丁满历险记
- 小美人鱼
- 欢乐学英语
- 下课后
- 鲨鱼侠
- 刺猬索尼克历险记
- 小熊维尼历险记
- 夜行神龙
- 木乃伊战士
- 归乡历险记
- 小鬼迪克
- 妙妙熊歷險記
- 邦卡猫
- 小猫比利
- 高飞家族
- 金花鼠
- 海狸鼠爸爸讲故事
- 哈克历险记
- 神偷卡门
- 深夜大盗
- 波波安
- 小马驹
- 跳皮长尾兽
- 神探加杰特
- 魔法少女萨琳娜
- 101忠狗